# メルボルン (軽巡洋艦)
|          | |
| 艦歴     | |
| 発注     | |
| 起工     | 1911年4月4日 |
| 進水     | 1912年5月30日 |
| 就役     | 1913年1月18日 |
| 退役     | |
| その後   | 1928年にスクラップとして売却 |
| 除籍     | |
| 性能諸元 | |
| 排水量   | 5,400トン |
| 全長     | 456 ft 8 3/8 in(全長：139.6m、水線長：131.1m) |
| 全幅     | 49 ft 10 in(14.9m) |
| 吃水     | 19 ft 7 in(4.9m) |
| 機関     | ヤーロー式石炭・重油混焼水管缶12基 パーソンズ式直結タービン4基4軸推進                                                                                           |
| 最大出力 | 25,000hp |
| 航続性能 | 16ノット/4,500海里 |
| 燃料     | 石炭：1,240トン、重油：260トン |
| 最大速力 | 25.5ノット |
| 乗員     | 475～485名 |
| 兵装     | Mark XII 15.2cm(45口径)単装速射砲8基8門、 7.62cm(40口径)単装砲1基1門、 3ポンド砲単装4基4門、 マキシム機銃2基、 ルイス機銃8基、 21インチ水中魚雷発射管単装2基2門 |
| 装甲     | 舷側：76mm（水線面主装甲） 甲板：10～38mm(水平面) 司令塔：102mm                                                                                                 |
| モットー | Viries Acquiret Eundo |

メルボルン (HMAS Melbourne) は、オーストラリア海軍の軽巡洋艦。チャタム級の一隻。艦名はメルボルンに因む。

## 艦歴
「メルボルン」は1911年4月4日にバーケンヘッドのキャメル・レアード社で起工し、1912年5月30日にF・ブラウンド夫人によって進水、1913年1月18日に就役した。
第一次世界大戦が勃発すると、1914年8月から「メルボルン」は太平洋のドイツ領攻略作戦に参加した。ルイジアード諸島のロッセル島から出航した「メルボルン」は、8月20日に巡洋戦艦「オーストラリア」と合流してヌーメアに向かった。8月21日にヌーメアに到着し、そこで攻略部隊を載せた輸送船2隻とその護衛の巡洋艦3隻、およびフランス海軍の装甲巡洋艦「モンカルム」と合流した。これらで構成された部隊は8月23日にヌーメアを出航し、8月26日にスバに到着した。スバからは8月27日に出航し、8月30日にサモアのアピア沖に到着した。ドイツ側の抵抗はなくサモアは占領された。「メルボルン」と「オーストラリア」、「モンカルム」は8月31日にスバへ向けて出発した。9月4日、「メルボルン」はスバを離れナウルの無線基地の破壊へ向かった。9月9日、ナウル到着。「メルボルン」から25人が上陸し、無線基地の破壊に向かったが、無線基地はすでに破壊されていた。
9月20日、シドニーに帰投。
次いで、「メルボルン」は兵員輸送船団の護衛に従事した。11月9日には共に船団を護衛していた軽巡洋艦「シドニー」が緊急電報を受けてココス諸島へ向かい、ドイツの防護巡洋艦「エムデン」を撃破した。船団と分かれた「メルボルン」は12月5日にジブラルタルに到着した。

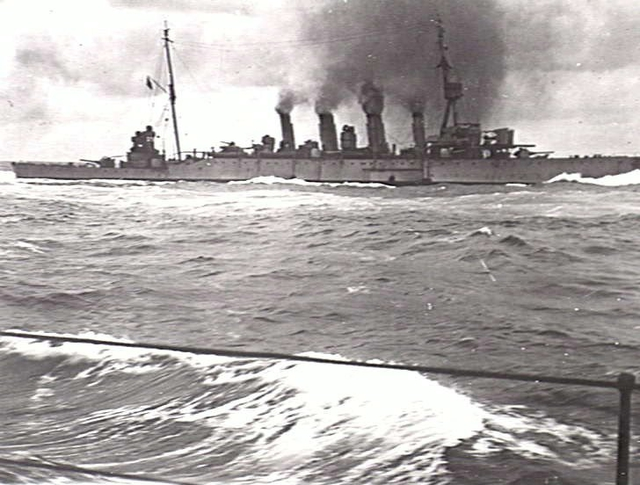
1918年に撮影された「メルボルン」

その後は北アメリカおよび西インド諸島で1914年から1916年まで活動し、続いて北海でグランド・フリートに参加する。「メルボルン」は第一次世界大戦の終了まで北海で活動した。
「メルボルン」はシドニーで1919年8月5日に退役し、1920年4月14日まで保管される。再就役後1924年9月29日から1925年10月8日まで再び予備役として保管された。1928年2月9日にシドニーを出航しイギリスに向かい、4月18日にポーツマスに到着する。4月23日に退役しスコットランド、ロサイスのアロア・シップビルディング社に1928年12月に売却、1929年に解体された。